# Сражение при Виланове
Сражение при Виланове (исп. Batalla de Vilanova) произошло 17 сентября 1658 года во время Войны за независимость Португалии на южном берегу реки Миньо, возле португальского городка Вила-Нова-ди-Сервейра.
После смерти короля Жуана IV в 1656 году против португальской территории были начаты различные испанские нападения, в основном из Эстремадуры, а также из Галисии, где был открыт второй фронт, чтобы заставить португальцев разделить свои силы. В мае 1658 года король Филипп IV приказал новому губернатору Галисии, дону Родриго Пиментелу маркизу Виана, отбить захваченный португальцами ещё в 1642 году испанский город Сальватьерра-де-Миньо.
Маркиз Виана в течение лета собрал войска, состоявшие из 4000 пехотинцев, 3000 ополченцев, 2000 саперов и 700 кавалеристов. 6 сентября испанская армия вышла из Понтеведры и 12-го пересекла реку Миньо по понтонному мосту, войдя на португальскую территорию. Были захвачены три португальских форта, расположенные вдоль линии границы.
17 сентября подошла португальская армия под командованием графа Каштелу Мельора, насчитывавшая 5500 пехотинцев и 500 кавалеристов, и расположилась в лиге от испанской.
Маркиз де Виана направил главный удар от Вилановы. Второй удар был нанесен от Валенсии де Мильо. Каштелу Мельор приказал своей армии отступать. Испанская кавалерия и пехота перешли в преследование и атаковали португальцев, укрепившихся на склоне. После того как была разбита кавалерия, бежала и португальская пехота.
18 испанцев были убиты и более 60 ранены. Португальцы потеряли 900 человек: 250 убитых, 380 раненых и 260 пленных. В течение следующей недели испанская армия захватила Сальватьерра-де-Миньо и другие португальские опорные пункты.